# Craugastor rhyacobatrachus
Craugastor rhyacobatrachus là một loài ếch thuộc họ Leptodactylidae.
Loài này có ở Costa Rica và Panama.
Môi trường sống tự nhiên của chúng là vùng núi ẩm nhiệt đới hoặc cận nhiệt đới và sông ngòi.
Chúng hiện đang bị đe dọa vì mất môi trường sống.